# Eduardo Doryan Garrón
Eduardo Augusto Doryan Garrón (San José, 30 de octubre de 1951) Fungió como presidente de la Caja Costarricense de Seguro Social durante el gobierno del presidente Óscar Arias Sánchez. Durante la siguiente administración de Laura Chinchilla, es designado para ocupar la Presidencia Ejecutiva del Instituto Costarricense de Electricidad (ente encargado de la mayor parte de la generación de electricidad y hasta finales de la década pasada el monopolio de las telecomunicaciones en el país). Estuvo al frente de esta institución en el 2010 y 2011.

## Formación académica
Ingeniero eléctrico de la Universidad de Costa Rica y un posgrado en Sistemas Eléctricos de Potencia en Escocia; obtuvo una Maestría en Administración Pública y luego un Doctorado en Economía Política y Gobierno en la Universidad de Harvard. Ha sido Catedrático universitario tanto en la Universidad de Costa Rica como en el Instituto Centroamericano de Administración de Empresas (INCAE). 

## Trayectoria laboral
Ha dedicado una buena parte de su vida a la función pública: Viceministro de Ciencia y Tecnología, Ministro de Educación, Presidente Ejecutivo de la Caja Costarricense de Seguro Social y Presidente Ejecutivo del Instituto Costarricense de Electricidad.
Entre 1999 y el 2005 fue miembro del equipo gerencial del Banco Mundial; como Vicepresidente y Encargado de la Red de Desarrollo Humano y como representante Especial del Banco Mundial ante el Sistema de las Naciones Unidas respectivamente. Estuvo inmerso en la discusión global y en la implementación de políticas y proyectos acerca de la revolución digital y sus aplicaciones al desarrollo humano, y las cumbres sobre desarrollo sostenible, la sociedad del conocimiento y otros eventos mundiales de relevancia.
Participó con el equipo liderado por el fundador de la institucionalidad encargada de la electricidad en el país y la planificación, Jorge Dengo Obregón y del astronauta y científico Franklin Chang en el diseño de la estrategia en ciencia y tecnología para los próximos cincuenta años para Costa Rica, y a escala internacional contribuyó con las más altas autoridades de Naciones Unidas en materia de desarrollo económico y social en el diseño de la estrategia de ese sector ante las reformas globales de esa entidad multilateral.